# Roger De Vlaeminck

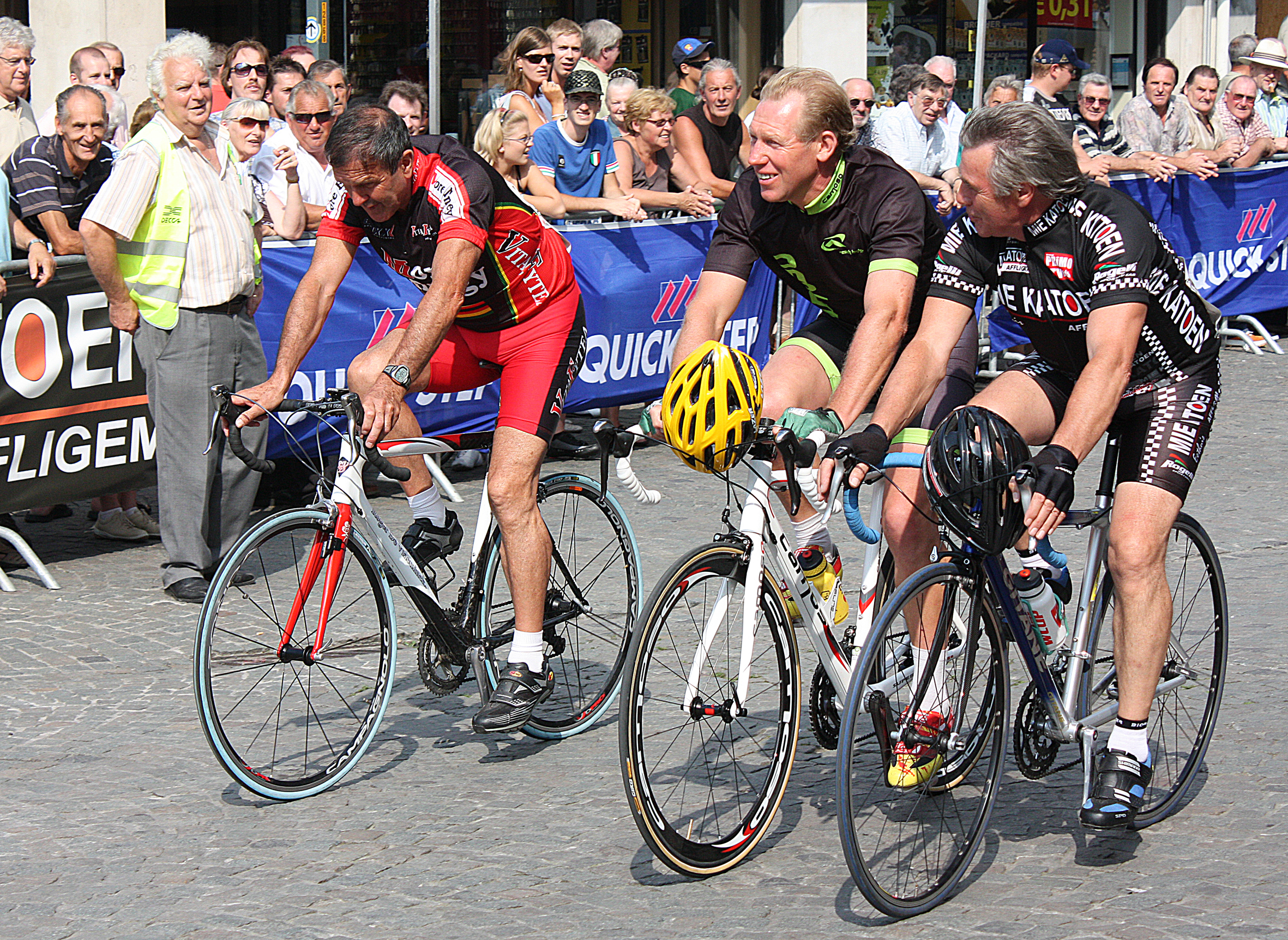
En 60-årig De Vlaeminck (till vänster) presenteras vid Criterium Aalst i Belgien 2008 (De Vlaeminck vann detta lopp 1973, 1975 och 1982) tillsammans med Etienne De Wilde (vinnare 1989) och Lucien Van Impe (vinnare 1977 och 1981).

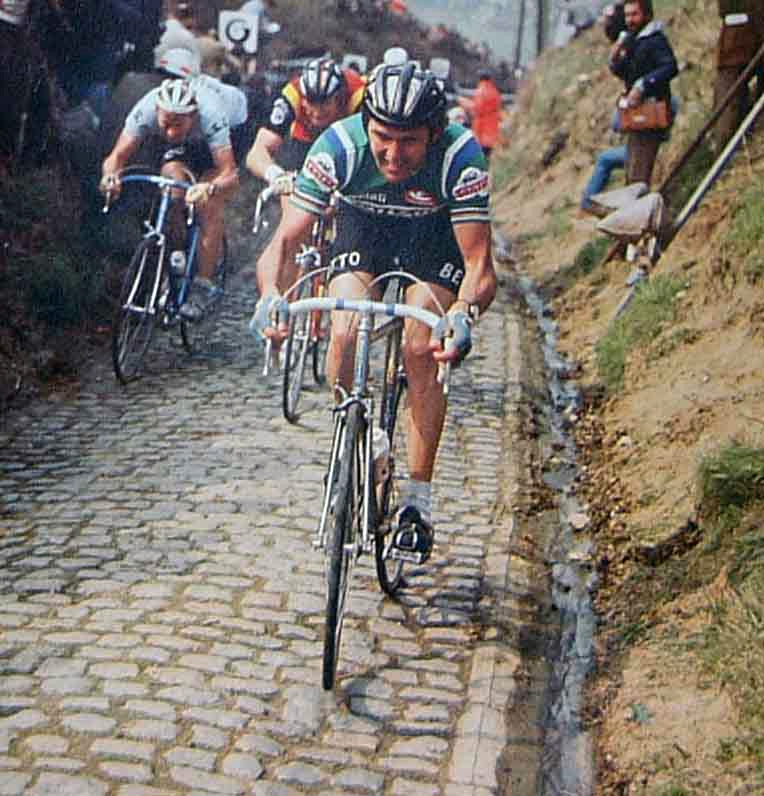
Roger De Vlaeminck på väg uppför Koppenberg i Flandern runt 1978.

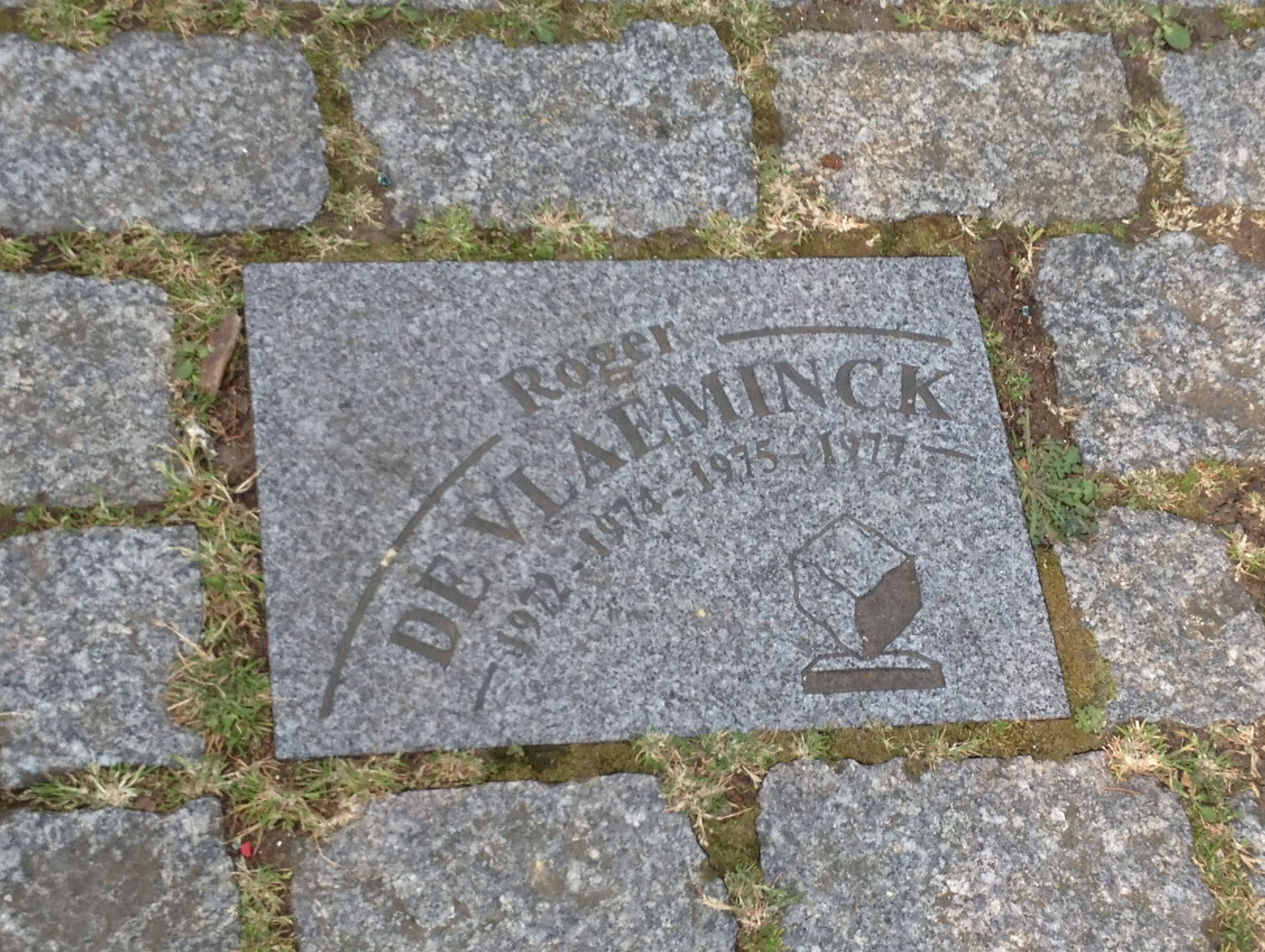
Roger "Monsieur Paris-Roubaix" De Vlaemincks gatsten på Espace Charles Crupelandt i Roubaix.

Roger De Vlaeminck, född den 24 augusti 1947 i Eeklo i Östflandern, är en belgisk före detta professionell tävlingscyklist, främst på landsväg, men han hade även framgångar i cykelcross och på bana. Han är mest känd för sina segrar i endagsklassikerna och har totalt elva segrar i monumenten, vilket endast överglänses av Eddy Merckx. Här märks speciellt hans resultat i Paris-Roubaix där han på tretton starter aldrig blev sämre än sjua och hamnade på podiet nio gånger, varav fyra som segrare, vilket gav honom smeknamnet "Monsieur Paris-Roubaix" ("Herr Paris-Roubaix").
De Vlaeminck är en av endast tre som har vunnit alla de fem monumenten: Paris-Roubaix, Liège-Bastogne-Liège, Flandern runt, Milano-Sanremo och Lombardiet runt. De andra är hans landsmän Rik Van Looy och Eddy Merckx. Det enda riktigt stora endagsloppet han inte vann var världsmästerskapet, där han blev tvåa 1975. Han var också framgångsrik i etapplopp, speciellt Giro d'Italia med 22 etappsegrar och 3 vunna poängtröjor samt Tirreno-Adriatico som han vann sex år i rad. Han drog sig tillbaka från cyklingen 1984 efter 16 år i sadeln som professionell.
Erik De Vlaeminck, Rogers äldre bror, var också tävlingscyklist och vann sju världsmästerskapstitlar i cykelcross.

## Meriter - landsväg

### Amatör
1967
3:a i linjelopp vid Belgiska mästerskapen för amatörer
7:a i linjelopp vid Världsmästerskapen för amatörer
1968
Belgien runt för amatörer
Vinnare totalt
Vinnare av etapp 8
Vinnare av Flèche Ardennaise
Vinnare av etapperna 10a och 10b i Tour de l'Avenir

### Professionell
1969
Vinnare av Omloop Het Volk
Vinnare av etapp 3 i Belgien runt
Vinnare av Bryssel-Ingooigem
Vinnare av  linjeloppet vid Belgiska mästerskapen
2:a i Milano-Sanremo
2:a i Gent-Wevelgem
2:a i Scheldeprijs
2:a i Grote Prijs Jef Scherens
3:a i Züri Metzgete
3:a i Paris-Luxemburg
5:a i Paris-Roubaix
6:a i Vallonska pilen
1970
Vinnare av GP Paul Borremans
Vinnare av Kuurne-Bryssel-Kuurne
Vinnare av Liège-Bastogne-Liège
Vinnare av etapp 3 i Critérium du Dauphiné Libéré
Vinnare av etapp 6 i Tour de France
Vinnare av Scheldeprijs
Vinnare av Druivenkoers Overijse
Vinnare av Omloop van het Houtland
2:a i Grote Prijs E3-Harelbeke
2:a i Paris-Roubaix
4.a totalt i Critérium du Dauphiné
5:a i Paris-Tours
1971
Dunkerques fyradagars
 Vinnare totalt
Vinnare av etapp 2
Vinnare av prologen och etapp 4 i Vuelta a Andalucía
Vinnare av Kuurne-Bryssel-Kuurne
Vinnare av Grote Prijs E3-Harelbeke
Vinnare av Vallonska pilen
Vinnare av etapp 3a i Tour de Suisse
2:a i Gent-Wevelgem
3:a totalt i Vuelta a Andalucía
3:a i Brabantse Pijl
Tour de Suisse
Vinnare av poängtävlingen
Vinnare av etapp 3
3:a i bergspristävlingen
4:a totalt
7:a i Paris-Roubaix
8:a i Lombardiet runt
1972
Vinnare av GP Città di Camaiore
Vinnare av etapp 1 i Giro di Sardegna
Vinnare av Milano-Turin
Tirreno-Adriatico
 Vinnare totalt
Vinnare av etapperna 4 och 5b
Vinnare av Paris-Roubaix
Giro d'Italia
 Vinnare av poängtävlingen
Vinnare av etapperna 6, 15, 18 och 19a
7:a totalt
Vinnare av Druivenkoers Overijse
Vinnare av Coppa Placci
3:a i Grand Prix Pino Cerami
4:a i Paris-Tours
1973
Vinnare av Giro di Toscana
Vinnare av etapperna 3 och 5 i Giro di Sardegna
Vinnare av Trofeo Matteotti
Tirreno-Adriatico
 Vinnare totalt
 Vinnare av bergspristävlingen
Vinnare av etapp 5
Vinnare av Milano-Sanremo
Giro d'Italia
Vinnare av etapperna 2, 11 och 13
2:a i pongtävlingen
Vinnare av Circuit de l’Aulne
Vinnare av GP de Monaco
2:a i Trofeo Laigueglia
2:a i Omloop Het Volk
2:a i Coppa Bernocchi
2:a i Coppa Sabatini
2:a i Paris-Tours
2:a i Lombardiet runt
3:a i Milano-Turin
7:a i Paris-Roubaix
1974
Vinnare av Milano-Turin
Vinnare av Giro di Sicilia
Vinnare av Paris-Roubaix
Vinnare av etapp 2 i Giro di Puglia
Tirreno-Adriatico
 Vinnare totalt
Vinnare av etapp 5
Vinnare av Coppa Placci
Giro d'Italia
 Vinnare av poängtävlingen
Vinnare av etapp 4
Vinnare av Druivenkoers Overijse
Vinnare av Giro del Veneto
Vinnare av Lombardiet runt
2:a i Super Prestige Pernod
2:a i Ronde van Limburg
2:a totalt i  Giro della Provincia di Reggio Calabria
2:a i Vallonska pilen
2:a i Paris-Bryssel
2:a i Giro dell'Emilia
3:a i Milano-Sanremo
3:a i Grand Prix de Wallonie
3:a i Gent-Wevelgem
3:a i Coppa Agostoni
3:a i Trofeo Baracchi (med Eddy Merckx)
7:a i Paris-Tours
1975
Vinnare av Trofeo Pantalica
Vinnare av Giro del Lazio
Vinnare av etapperna 1, 4 och 5b i Giro di Sardegna
Tirreno-Adriatico
 Vinnare totalt
Vinnare av etapperna 2a, 4 och 5
Vinnare av Paris-Roubaix
Vinnare av Züri Metzgete
Giro d'Italia
 Vinnare av poängtävlingen
Vinnare av etapperna 4, 6, 7b, 10, 11, 18 och 20
4:a totalt
Tour de Suisse
 Vinnare totalt
Vinnare av prologen samt etapperna 1, 3, 5, 9 och 10
Vinnare av Coppa Agostoni
Vinnare av Circuito di Larciano
2:a i Super Prestige Pernod
 2:a i linjelopp vid Världsmästerskapen
3:a i Trofeo Laigueglia
3:a i Giro di Toscana
3:a i Druivenkoers Overijse
3:a i Milano-Torino
3:a i Paris-Tours
4:a i Lombardiet runt
8:a i Liège-Bastogne-Liège
1976
Vinnare av Giro del Lazio
Vinnare av etapp 3 i Giro di Puglia
Giro di Sardegna
 Vinnare totalt
Vinnare av etapperna 1b och 5
Vinnare av Sassari–Cagliari
Tirreno-Adriatico
 Vinnare totalt
 Vinnare av poängtävlingen
Vinnare av etapperna 3, 4 och 5b
Tour de Romandie
 Vinnare av poängtävlingen
Vinnare av etapp 5a
2:a totalt
Vinnare av etapperna 2, 5, 8 och 16 i Giro d'Italia
Vinnare av prologen samt etapperna 2 och 4 i Volta a Catalunya
Vinnare av Giro dell'Emilia
Vinnare av Coppa Agostoni
Vinnare av Lombardiet runt
2:a i Trofeo Pantalica
2:a  i Züri Metzgete
2:a totalt i Tour de Romandie
2:a i Scheldeprijs
2:a i Tre Valli Varesine
3:a i Paris-Roubaix
3:a i Rund um den Henninger Turm
4:a i Flandern runt
5:a totalt iVolta a Catalunya
7:a i Milano-Sanremo
1977
Vinnare av Flandern runt
Vinnare av Paris-Roubaix
Vinnare av Gran Piemonte
Tirreno-Adriatico
 Vinnare totalt
Vinnare av etapperna 2 och 3
2:a i Milano-Sanremo
2:a i Giro di Toscana
2:a i Giro del Veneto
4:a i Liège-Bastogne-Liège
4:a i Paris-Bryssel
4:a i Paris-Tours
5:a totalt i Giro di Sardegna
6:a i Amstel Gold Race
7:a i Vallonska pilen
8:a i Omloop Het Volk
1978
Vinnare av Giro del Friuli
Vinnare av etapp 4 i Giro di Puglia
Giro di Sardegna
 Vinnare av poängtävlingen
Vinnare av etapperna 1 och 5
Vinnare av Druivenkoers Overijse
Vinnare av Sassari–Cagliari
Vinnare av Milano-Sanremo
2:a i Paris-Roubaix
3:a i Giro del Lazio
9:a i Rund um den Henninger Turm
10:a i Flandern runt
10:a i linjelopp vid Världsmästerskapen
1979
Giro del Trentino
Vinnare av etapp 1
3:a totalt
Giro di Puglia
 Vinnare totalt
Vinnare av etapperna 1, 2 och 3
Vinnare av Milano-Vignola
Vinnare av etapperna 4b och 5a i Dunkerques fyradagars
Vinnare av etapp 5a i Tirreno-Adriatico
Vinnare av Omloop Het Volk
Vinnare av Milano-Sanremo
Vinnare av etapperna 2, 9 och 12 i Giro d'Italia
2:a i Gent-Wevelgem
2:a i Paris-Roubaix
2:a i Giro del Friuli
3:a i Tre Valli Varesine
4:a i Rund um den Henninger Turm
4:a i Züri Metzgete
6:a totalt i Tirreno-Adriatico
10:a i linjelopp vid Världsmästerskapen
1980
Vinnare av etapperna 1, 2a, 4 och 5 i Giro di Sardegna
Vinnare av etapp 1 Dunkerques fyradagars
Vinnare av etapperna 1 och 2 i Tirreno-Adriatico
Vuelta a Mallorca
 Vinnare totalt
Vinnare av prologen samt etapperna 2 och 4
Vinnare av Trofeo Laigueglia
Vinnare av etapperna 1 och 2 i Tyskland runt
4:a i Flandern runt
5:a i Milano-Sanremo
7:a i linjelopp vid Världsmästerskapen
1981
Vinnare av Omloop van de Grensstreek (Ledegem)
Vinnare av etapperna 2 och 4 i Paris-Nice
Vinnare av Brabantse Pijl
Vinnare av etapperna 2 och 3a i Tour de Suisse
Vinnare av linjeloppet vid  Belgiska mästerskapen
Vinnare av Paris-Bryssel
2:a i Milano-Sanremo
2:a i Amstel Gold Race
2:a i Gent-Wevelgem
2:a i Paris-Roubaix
3:a i Trofeo Laigueglia
6:a i Flandern runt
1982
2:a i  Grote Prijs E3-Harelbeke
6:a i Paris-Roubaix
7:a i Liège-Bastogne-Liège
7:a totalt i Driedaagse van De Panne-Koksijde
1984
Vinnare av etapp 5 i Settimana Internazionale Coppi e Bartali
Vinnare av Giro di Campania
Vinnare av etapp 8 i Vuelta a España
3:a totalt i  Giro della Provincia di Reggio Calabria
3:a i Milano-Turin

### Placeringar i större etapplopp
| Grand Tours           |      |      |      |      |      |      |      |      |      |      |      |      |      |      |      |
| Grand Tour            | 1969 | 1970 | 1971 | 1972 | 1973 | 1974 | 1975 | 1976 | 1977 | 1978 | 1979 | 1980 | 1981 | 1982 | 1984 |
| Giro d'Italia         | —    | —    | —    | 7P   | 11   | 11P  | 4P   | DNF  | DNF  | DNF  | DNF  | —    | —    | —    | DNF  |
| Tour de France        | DNF  | DNF  | DNF  | —    | —    | —    | —    | —    | —    | —    | —    | —    | —    | —    | —    |
| Vuelta a España       | —    | —    | —    | —    | —    | —    | —    | —    | —    | —    | —    | —    | —    | —    | DNF  |
| Övriga                |      |      |      |      |      |      |      |      |      |      |      |      |      |      |      |
| Lopp                  | 1969 | 1970 | 1971 | 1972 | 1973 | 1974 | 1975 | 1976 | 1977 | 1978 | 1979 | 1980 | 1981 | 1982 | 1984 |
| Tour de Suisse        | —    | —    | 4    | —    | —    | —    | 1    | —    | —    | —    | —    | —    | —    | DNF  | —    |
| Paris-Nice            | —    | —    | —    | —    | —    | —    | —    | —    | —    | —    | —    | —    | 15   | DNF  | —    |
| Critérium du Dauphiné | —    | 4    | —    | —    | —    | —    | —    | —    | —    | —    | —    | —    | —    | —    | —    |
| Tirreno-Adriatico     | —    | —    | —    | 1    | 1B   | 1    | 1    | 1P   | 1    | DNF? | 6    | 16   | —    | —    | DNF? |
| Dunkirks fyradagars   | —    | 16   | 1    | —    | —    | —    | —    | —    | —    | —    | 19   | DNF? | —    | —    | —    |
| Tour de Romandie      | —    | —    | —    | —    | —    | —    | —    | 2P   | —    | —    | —    | —    | —    | —    | —    |
| Volta a Catalunya     | —    | —    | —    | —    | —    | —    | —    | 5    | —    | —    | —    | —    | —    | —    | —    |
| Giro di Sardegna      | —    | —    | —    | 27   | 6    | —    | 10   | 1    | 5    | 16P  | —    | 4    | —    | DNF  | —    |

DNF = fullföljde ej
DNF? = Deltog i loppet, men placerade sig inte bland de 25 främsta i slutställningen och finns inte med på tillgängliga resultatlistor, så det är därför oklart om han fullföljde loppet eller ej.
Vinnare av: P = Poängtävlingen, B = Bergspristävlingen

### Placeringar i större endagslopp
| Monumenten                            |      |      |      |      |      |      |      |      |      |      |      |      |      |      |      |
| Lopp                                  | 1969 | 1970 | 1971 | 1972 | 1973 | 1974 | 1975 | 1976 | 1977 | 1978 | 1979 | 1980 | 1981 | 1982 | 1984 |
| Milano-Sanremo                        | 2    | —    | —    | —    | 1    | —    | —    | —    | —    | 1    | 1    | —    | —    | —    | —    |
| Flandern runt                         | —    | 13   | 17   | —    | —    | 12   | 11   | 4    | 1    | 10   | 12   | 4    | 6    | 25   | —    |
| Liège-Bastogne-Liège                  | 22   | 1    | —    | —    | —    | 8    | 8    | —    | 4    | —    | —    | —    | —    | 7    | —    |
| Paris-Roubaix                         | 5    | 2    | 7    | 1    | 7    | 1    | 1    | 3    | 1    | 2    | 2    | —    | 2    | 6    | —    |
| Lombardiet runt                       | —    | —    | 8    | —    | 2    | 1    | 4    | 1    | 15   | —    | 15   | —    | —    | —    | —    |
| Övriga                                |      |      |      |      |      |      |      |      |      |      |      |      |      |      |      |
| Lopp                                  | 1969 | 1970 | 1971 | 1972 | 1973 | 1974 | 1975 | 1976 | 1977 | 1978 | 1979 | 1980 | 1981 | 1982 | 1984 |
| Vallonska pilen                       | 6    | 15   | 1    | —    | —    | 2    | 9    | —    | 7    | —    | —    | —    | —    | —    | —    |
| Milano-Turin                          | —    | —    | —    | 1    | 3    | 1    | 3    | —    | —    | —    | —    | —    | —    | —    | 3    |
| Omloop Het Volk                       | 1    | 8    | 33   | —    | 2    | 26   | 4    | 19   | 8    | —    | 1    | 5    | 6    | 38   | —    |
| Kuurne-Bryssel-Kuurne                 | —    | 1    | 1    | —    | —    | —    | —    | 28   | 5    | —    | —    | —    | —    | —    | —    |
| Grote Prijs E3-Harelbeke              | 25   | 2    | 1    | —    | 11   | —    | —    | 6    | 24   | —    | —    | —    | 4    | 2    | —    |
| Gent-Wevelgem                         | 2    | 12   | 2    | 16   | —    | 3    | —    | 6    | —    | 6    | 2    | 39   | 6    | 22   | —    |
| Amstel Gold Race                      | —    | —    | —    | —    | —    | —    | —    | —    | 6    | —    | —    | —    | 2    | —    | —    |
| Paris-Tours                           | 30   | 5    | 22   | 4    | 2    | 6    | 3    | 16   | 4    | —    | —    | —    | 50   | —    | —    |
| Gran Piemonte                         | —    | —    | —    | —    | —    | —    | —    | —    | 1    | —    | —    | —    | —    | —    | —    |
| Giro dell'Emilia                      | —    | —    | —    | —    | 12   | 2    | 7    | 1    | —    | —    | —    | —    | —    | —    | —    |
| Världsmästerskapen i landsvägscykling |      |      |      |      |      |      |      |      |      |      |      |      |      |      |      |
| Disciplin                             | 1969 | 1970 | 1971 | 1972 | 1973 | 1974 | 1975 | 1976 | 1977 | 1978 | 1979 | 1980 | 1981 | 1982 | 1984 |
| Linjelopp                             | 14   | 11   | 46   | 12   | 31   | DNF  | 2    | —    | DNF  | 10   | 10   | 7    | DNF  | —    | —    |

DNF = fullföljde ej

### Placeringar i Super Prestige Pernod
Super Prestige Pernod var en inofficiell världscup som instiftades 1959. 1988 erattes den av UCI:s officiella World Cup.
| Super Prestige Pernod |      |      |      |      |      |      |      |      |      |      |      |      |      |      |      |
|                       | 1969 | 1970 | 1971 | 1972 | 1973 | 1974 | 1975 | 1976 | 1977 | 1978 | 1979 | 1980 | 1981 | 1982 | 1984 |
| Slutplacering:        | 9    | 16   | 13   | 11   | 7    | 2    | 2    | 6    | 2    | 7    | 7    | —    | 2    | —    | —    |

## Meriter – bana
| 1969/1970 3:a i omnium vid Belgiska mästerskapen 1970/1971 2:a i Gents sexdagars med Peter Post 2:a i omnium vid Belgiska mästerskapen 1971/1972 Vinnare av Gents sexdagars med Patrick Sercu 2:a i Bryssels sexdagars med Patrick Sercu 3:a i omnium vid Belgiska mästerskapen | 1978/1979 2:a i Antwerpens sexdagars med Patrick Sercu och Rik Van Linden 1979/1980 Vinnare av Antwerpens sexdagars med Wilfried Peffgen och René Pijnen 3:a i Milanos sexdagars med Fons De Wolf 1981/1982 Vinnare av Antwerpens sexdagars med Patrick Sercu 3:a i Gents sexdagars med Patrick Sercu |

## Meriter – cykelcross
| 1967/1968 Världsmästare för amatörer 2:a vid Belgiska mästerskapen 1968/1969 2:a vid Världsmästerskapen för amatörer 1969/1970 2:a vid Belgiska mästerskapen 1973/1974 Belgisk mästare 2:a vid Världsmästerskapen för professionella | 1974/1975 Världsmästare för professionella Belgisk mästare 1977/1978 Belgisk mästare 1978/1979 2:a vid Belgiska mästerskapen |